# Skeleton vid olympiska vinterspelen för ungdomar 2024
Skeleton vid olympiska vinterspelen för ungdomar 2024 arrangerades i Alpensia isbanecenter i Daegwallyeong-myeon i Sydkorea mellan den 22 och 23 januari 2024.

## Program
Alla tider är koreansk normaltid (UTC+9)
| Datum      | Tid   | Gren              |
| ---------- | ----- | ----------------- |
| 22 januari | 17:30 | Damernas tävling  |
| 23 januari | 17:30 | Herrarnas tävling |

## Medaljörer
| Gren                          | Guld                      | Guld    | Silver                     | Silver  | Brons                 | Brons   |
| Herrarnas tävling Detaljer... | Emīls Indriksons Lettland | 1.44,66 | Jaroslav Lavrenjuk Ukraina | 1.45,67 | Shin Yeon-su Sydkorea | 1.46,05 |
| Damernas tävling Detaljer...  | Maria Votz Tyskland       | 1.49,45 | Dārta Neimane Lettland     | 1.49,79 | Laura Lēģere Lettland | 1.50,22 |

## Medaljtabell
*   Värdland ( Sydkorea)
| Nr                  | Nation              | Guld | Silver | Brons | Totalt |
| ------------------- | ------------------- | ---- | ------ | ----- | ------ |
| 1                   | Lettland            | 1    | 1      | 1     | 3      |
| 2                   | Tyskland            | 1    | 0      | 0     | 1      |
| 3                   | Ukraina             | 0    | 1      | 0     | 1      |
| 4                   | Sydkorea*           | 0    | 0      | 1     | 1      |
| Totalt (4 nationer) | Totalt (4 nationer) | 2    | 2      | 2     | 6      |